# Sauce Villeroy
La sauce Villeroy, anciennement sauce perdue, est une sauce servant à enrober des aliments qui seront ensuite panés à l'anglaise (étant ainsi « à la Villeroy »).
Dans la version de Marc Meneau, elle se compose de porto rouge, de crème, de purée de foie gras, de gélatine, de sel et de poivre saupoudrés de morceaux de foie gras et de truffes hachées.
Cette sauce devient relativement ferme en refroidissant.
L'appellation « Villeroy » date du XIXe siècle, faisant allusion à la carrière militaire désastreuse du maréchal François de Neufville de Villeroy.